# Panic Button
Panic Button è un'azienda statunitense produttrice di videogiochi. Nota per le conversioni di titoli come Rocket League, Doom e Wolfenstein II: The New Colossus per Nintendo Switch, ha realizzato anche giochi per PlayStation 4 e Xbox One X.